# 김대령
김대령(1977년 2월 23일 ~ )은 대한민국의 배우이다.

## 학력
- 서울예술대학 방송연예학과

덕산중학교 1회졸업생

## 출연작

### 드라마
- 2019년 MBC 월화드라마 《검법남녀 2》 ... 차부진 역
- 2019년 KBS 수목드라마 《닥터 프리즈너》 ... 최정우 역
- 2015년 MBC 수목드라마 《달콤살벌 패밀리》 ... 마희도 역
- 2015년 JTBC 금토드라마 《순정에 반하다》
- 2015년 KBS2 수목드라마 《복면검사》 ... 김기호 역
- 2014년 KBS2 월화드라마 《빅맨》 ... 조범식 역
- 2013년 MBC 주말연속극 《황금 무지개》 ... 조강두 역
- 2012년 MBC 수목드라마 《아이두아이두》 ... 양선생 역
- 2011년 OCN 일요드라마 《뱀파이어 검사》 ... 영화감독 역
- 2008년 SBS 수목드라마 《워킹맘》
- 2006년 SBS 월화드라마 《천국보다 낯선》
- 2004년 SBS 수목드라마 《햇빛 쏟아지다》

### 영화
- 2016년 《그날의 분위기》 ... 코치 역
- 2015년 《서부전선》 ... 상위 소대원들 역
- 2015년 《소수의견》 ... 광평 변호사 역
- 2014년 《우리는 형제입니다》 ... 앵벌이 형 역
- 2012년 《가비》 ... 별입시 C 역
- 2011년 《로맨틱 헤븐》 ... 수화 역
- 2010년 《몰디브 환상특급》
- 2010년 《퀴즈왕》 ... 김대령 역
- 2010년 《이끼》 ... 슈퍼경찰 역
- 2009년 《굿모닝 프레지던트》 ... 차명수 역
- 2008년 《강철중: 공공의 적 1-1》 ... 나이트 어깨 1 역
- 2008년 《GP506》 ... 정 병장 (과거대원) 역
- 2007년 《바르게 살자》 ... 기자 1 역
- 2006년 《거룩한 계보》 ... 어깨 1 역
- 2005년 《박수칠 때 떠나라》 ... 방청객 역
- 2004년 《아는 여자》 ... DJ 역
- 2004년 《1.3.6》
- 2002년 《묻지마 패밀리》
- 2000년 《극단적 하루》